# Bo Jangeborg
Bo Jangeborg (född 1962) är en programmerare känd för datorspelet Fairlight och bildbehandlingsprogrammet The Artist för ZX Spectrum. Driver numera Softwave.